# Боми л'Егиј
Боми л'Егиј (фр. Bosmie-l'Aiguille) насеље је и општина у централној Француској у региону Лимузен, у департману Горња Вијена која припада префектури Лимож.
По подацима из 2004. године у општини је живело 2 280 становника, а густина насељености је износила 285 становника/km². Општина се простире на површини од 8,01 km². Налази се на средњој надморској висини од 302 метара (максималној 375 m, а минималној 210 m).

## Демографија
| 1962. | 1968. | 1975. | 1982. | 1990. | 1999. | 2011. |
| ----- | ----- | ----- | ----- | ----- | ----- | ----- |
| 956   | 1.191 | 1.332 | 1.704 | 1.950 | 2.197 | 2.356 |

График промене броја становника у току последњих година